# Молодая гвардия (литературное объединение)
«Молодая гвардия» — объединение молодых писателей, организованное в октябре 1922 года по инициативе ЦК РКСМ и состоявшее в основном из комсомольцев.
Первоначально в группу входили Александр Безыменский, Александр Жаров, Михаил Светлов, Михаил Голодный, Иван Доронин, Валерия Герасимова, Николай Богданов. Однако некоторые участники объединения, не согласные с агрессивной политикой Безыменского и Жарова, в том числе М. Голодный и М. Светлов, в начале 1924 перешли во вновь образованную группу «Перевал».
«Молодая гвардия» составляла непримиримую оппозицию группе «Кузница» и «попутчикам». Идейно и организационно очень близка группе «Октябрь» (некоторые писатели входили в обе группы). В марте 1923 утратила своё значение, оставаясь филиалом РАПП, и была распущена вместе с последней. Количество участников было невелико (в начале 1923 включала 12 человек).